# La Roque-en-Provence
La Roque-en-Provence (wcześniej pod nazwą Roquestéron-Grasse) – miejscowość i gmina we Francji, w regionie Prowansja-Alpy-Lazurowe Wybrzeże, w departamencie Alpy Nadmorskie. W 2013 roku jej populacja wynosiła 80 mieszkańców. Dnia 16 listopada 2015 roku zmieniono nazwę miejscowości z Roquestéron-Grasse na La Roque-en-Provence. 